# Rathaus Weingarten
Das Rathaus Weingarten ist ein denkmalgeschütztes Gebäude in der Gemeinde Weingarten (Verbandsgemeinde Lingenfeld) im Landkreis Germersheim in Rheinland-Pfalz.

## Lage
Das Gebäude steht in der Neugasse 1.

## Beschreibung
Das Bauwerk wurde in den Jahren 1860/61[Quelle fehlt] als (katholische) Grundschule erbaut und in der Folgezeit als solche genutzt. Das in Mauerbauweise errichtete Gebäude mit Walmdach erhebt sich zwei Etagen über dem aus Buntsandstein erstellten Kellergeschoss. Die Außenwände sind verputzt und weiß gestrichen, während das Eingangsportal, die Fenstereinrahmungen sowie ein umlaufendes Gesims und das Traufgesims zur Auflockerung des Erscheinungsbildes der Fassade aus rotem Sandstein bestehen.
Heute ist das Rathaus der Ortsgemeinde Weingarten hierin untergebracht.